# 肛裂
肛裂（anal fissure）是齿状线以下的肛管皮肤裂伤后形成的急性或慢性溃疡性病变，属于一种肛肠疾病。中医又称裂痔、钩肠痔。发病率极高，好发于肛门前后正中，多见于后正中。临床以周期性肛门疼痛、便血、便秘为特点。
肛裂的主要症状是疼痛、便血，长期不治极易造成失血过多，引发一系列的并发症，如缺铁性贫血等。因此，患有肛裂应尽早到正规的专业医院寻求治疗。